# 東京学芸大学附属大泉中学校
東京学芸大学附属大泉中学校（とうきょうがくげいだいがくふぞくおおいずみちゅうがっこう, Tokyo Gakugei Oizumi Junior High School）は、かつて東京都練馬区東大泉五丁目にあった国立中学校。
現在の東京学芸大学附属国際中等教育学校前期課程に相当する。
2007年（平成19年）4月、大泉中学校と併設の高等学校大泉校舎が段階的に統合する形で国際中等教育学校が開校したことを受け、大泉中学校は募集を停止し、2009年（平成21年）3月、最後に入学した第60期生の卒業をもって閉校した。

## 概要
歴史
1947年（昭和22年）に開校した東京第三師範学校附属中学校を前身とし、2009年（平成19年）に閉校した。
特色
1965年（昭和40年）に帰国子女教育学級を設置して以来、併設の附属高等学校大泉校舎とともに、帰国子女教育研究の拠点となっていた。その研究を発展させる形で、両校を統合し、附属国際教育中等学校を新設するに至った。
校章
東京第三師範学校のものを継承し、菊の花を背景に「中」の文字を置いている。
校歌
「緑陰深き」 - 作詞は山下政太郎（国語科教諭）、作曲は笹谷栄一朗（音楽講師）。1950年（昭和25年）頃に制作。3番まであり、各番とも「ああ大泉その名ぞ母校　われら歌わん菊の葉のもとに」で終わる。
※この他、創立10周年を記念し、1957年（昭和32年）に制作された「秩父の山なみ」や創立20周年目の1957年（昭和42年）に制作された「おおきいずみ」という歌もあったが、創立30周年目の1977年（昭和52年）に上記3曲のうち「緑陰深き」が校歌に選定された。なお、この3曲の歌詞を泉旺会（同窓会）ウェブサイトで閲覧できる。
同窓会
「泉旺会」（せんおうかい）と称する。

## 沿革
- 1947年（昭和22年）4月 - 学制改革に伴い、「東京第三師範学校附属中学校」（新制中学校）が開校。
- 1949年（昭和24年）5月31日 - 新制大学東京学芸大学の発足により「東京学芸大学東京第三師範学校大泉附属中学校」と改称。
- 1951年（昭和26年）4月 - 東京第三師範学校が廃止され、「東京学芸大学附属大泉中学校」と改称。
- 1955年（昭和30年）- 東京学芸大学の大泉分校が閉鎖。
- 1965年（昭和40年）4月 - 帰国子女教育学級を設置。
- 1966年（昭和41年）4月 - 「東京学芸大学教育学部附属大泉中学校」と改称。
- 1968年（昭和43年）- 木造校舎から新校舎となる。
- 2004年（平成16年）4月 - 東京学芸大学が国立大学法人化される。校名から教育学部が除かれ、「東京学芸大学附属大泉中学校」（現校名）と改称。
- 2007年（平成19年）4月 - 附属国際中等教育学校の開校に伴い、募集を停止する。
- 2009年（平成21年）3月31日 - 第60期生の卒業と共に閉校[4]。62年の歴史に幕を閉じる。

## 東京学芸大学附属大泉中学校出身の人物

### い
- 一戸恵梨子
- 伊藤雅俊
- 井上麻美子
- 入山章栄

### う
- 植村なおみ

### お
- 尾形聡彦

### か
- 菅野志桜里

### こ
- 小美野広行

### さ
- 坂井素思
- 佐藤オオキ

### そ
- 染田屋茂

### た
- 檀ふみ

### つ
- 鶴田知佳子

### と
- 鳥谷規

### な
- 成井豊

### ひ
- 平井理央

### ま
- マッスル北村

### も
- 望月衣塑子

### や
- 山口勝業
- 山下泰子

### よ
- 吉村作治